# Конволуција
Конволуција функција {\displaystyle f_{1},\;f_{2}\,} је функција
{\displaystyle \phi (x)=\int _{-\infty }^{+\infty }f_{1}(x-y)f_{2}(y)\,dy.}
Конволуција функција се често означава са {\displaystyle \phi =f_{1}*f_{2}\,.}
Примери појављивања
- Фуријеова трансформација;
- Лапласова трансформација;
- Теорија вероватноће;
- Теорија нормалних прстенова;
- Функционална анализа.